# Lepaute (månkrater)
För andra betydelser, se Lepaute.
Lepaute är en nedslagskrater på månen. Lepaute har fått sitt namn efter den franska astronomen och matematikern, Nicole Reine Lepaute.
Krater har en diameter på ungefär 16 km.

## Satellitkratrar
| Lepaute | Latitud | Longitud | Diameter |
| ------- | ------- | -------- | -------- |
| D       | 34.3° S | 36.2° V  | 22 km    |
| E       | 35.7° S | 35.0° V  | 10 km    |
| F       | 37.2° S | 34.8° V  | 7 km     |
| K       | 34.3° S | 33.9° V  | 12 km    |
| L       | 34.5° S | 35.2° V  | 9 km     |